# Сельское поселение Рыболовское
Сельское поселение Рыболовское — упразднённое муниципальное образование (сельское поселение) в Раменском муниципальном районе Московской области России.. 
Административный центр — село Рыболово.

## История
Образовано 1 января 2006 года законом Московской области от 25 февраля 2005 года № 55/2005-ОЗ «О статусе и границах Раменского муниципального района и вновь образованных в его составе муниципальных образований».
4 мая 2019 года Раменский муниципальный район был упразднён, а все входившие в него городские и сельские поселения объединены в новое единое муниципальное образование — Раменский городской округ. 
Глава сельского поселения — Мишенькин Владимир Александрович. Адрес администрации сельского поселения: 140166, Московская область, Раменский район, п/о Морозово, с. Рыболово, д. 203.

## Население
| 2007  | 2008  | 2009  | 2010  | 2011  | 2012  | 2013  |
| ----- | ----- | ----- | ----- | ----- | ----- | ----- |
| 5001  | ↗5024 | ↗5081 | ↗5187 | ↗5256 | →5256 | ↗5299 |
| 2014  | 2015  | 2016  | 2017  | 2018  | 2019  |       |
| ↘5287 | ↘5284 | ↗5376 | ↗5433 | ↗5625 | ↗5825 |       |

## Состав сельского поселения
Список населённых пунктов сельского поселения Рыболовское:
| Вид     | Наименование | Население, 2005 чел. |
| ------- | ------------ | -------------------- |
| деревня | Бельково     | 36                   |
| село    | Бисерово     | 57                   |
| село    | Боршева      | 277                  |
| деревня | Владимировка | 36                   |
| деревня | Вохринка     | 903                  |
| деревня | Забусово     | 12                   |
| деревня | Захарово     | 51                   |
| деревня | Колоколово   | 17                   |
| деревня | Колупаево    | 64                   |
| деревня | Локтевая     | 16                   |
| деревня | Лубнинка     | 5                    |
| село    | Михеево      | 466                  |
| деревня | Морозово     | 497                  |
| деревня | Никулино     | 310                  |
| село    | Рыболово     | 1011                 |
| деревня | Слободино    | 5                    |
| деревня | Слободка     | 4                    |
| деревня | Старниково   | 837                  |
| село    | Татаринцево  | 169                  |
| деревня | Торопово     | 117                  |
| деревня | Федино       | 73                   |
| деревня | Фомино       | 29                   |